# Ulee Lueng
Ulee Lueng is een bestuurslaag in het regentschap Aceh Besar van de provincie Atjeh, Indonesië. Ulee Lueng telt 761 inwoners (volkstelling 2010).